# 附国
附国，中国古代青藏高原東部康區的國家名，一说即“bod”及“phyva”之对音。一说为西羌的一支。《通志》及《通典》歸為南蠻之一。分布于今四川西部和西藏昌都地区以东。附国並非吐蕃，附国在贞观初年仍然存在。

## 位置
據《隋书·附国传》，附国在蜀郡西北二千余里，相当于汉朝的西南夷。其地南北八百里，东西千五百里。其疆域在金沙江上游以东、雅砻江上中游流域和大渡河上游以西地区。附国是隋朝对今金沙江上游即川青藏交界地诸众多种姓小部落的总称。隋朝时附国有居民二万户，包括有大小左封、昔卫、葛延、白狗、向人、望族、林台、舂桑、利豆、迷桑、婢药、大硖、白兰、北利摸徒、那颚、当迷、渠步、桑悟、千碉等民族。
據研究，附国的东界可从位于大、小金川河谷之外的今道孚县一带算起，而西界很可能延伸到了金沙江以西的昌都或今青海玉树藏族自治州境内，西北方邊界可能在今青海玉树州境内通天河一带与苏毗相邻。附国被描述為“南北八百里，东西千五百里” ，可見附国的地域是东西长而南北窄。附国領土主要位於道孚以西，一个由鲜水河和雅砻江所形成的呈东西向的河谷带，河谷內存在两个开阔的平原 ，一個是道孚平原(当地称“道孚坝子”) ，另一個是甘孜平原（当地称“甘孜坝子”），附国大約辖有今道孚、炉霍、甘孜、德格、邓柯、新龙六县。附国的中心在今甘孜县一带。
另外，《隋书·附国传》中有关附国情况的记载是来自附国朝贡使臣的自述，为夸大实力和强调其重要性，不排除附国的疆域范围被夸大的可能性。

## 歷史
附国王名字宜缯，隋炀帝大业四年（608年），附国王遣使朝贡隋朝，以「欲獻良馬，以路險不通」為由，請求隋煬帝開山道，獎便「修職貢物」，但隋煬帝認為勞民傷財而拒絕了。至大业五年（609年），附国王又派遣其弟、子朝贡，隋朝沿西南边置诸道总管以遥控。
至唐朝貞觀八年，附国与吐蕃並立，尚未为吐蕃征服，有學者估計附国是在唐高宗和武则天在位的时期，被當時大肆向外开疆拓土的吐蕃帝國所兼并。又認為在敦煌吐蕃藏文《编年史》写卷的684年條云:“将大藏之四岸合并为二”，出現在其中的“大藏”是指附国，約在684年前後併入吐蕃帝國。

## 生活
附国产金银，百姓从事农业生产，当地山势高峻，气候凉爽，多风少雨，宜种植小麦、青稞。无城栅，近川谷，垒石为碉房而居，高十余丈，当地人民轻捷，善使弓箭，以皮船渡河。

## 相關民族
“附”即 bod ，可能是缘自其自称，推測附国是由自称为“bod”的族群所建立的政权。而今川西藏区的藏族内部族群極为复杂，各族群操着种类繁多的语言(当地俗称“地脚话”) 。当地人们是以其所操语言之自称来区分各族群的类别，如“嘉绒”(操嘉语的人群) 、“木雅”(操木雅语的人群) 、“康巴”(操藏语康方言的人群) 、“扎巴”(操扎巴语的人群) 、“博巴”(操尔龚语的人群) 、“贵琼”(操贵琼语的人群) 等，而分布于道孚、炉霍、甘孜一带的藏人就是以“bod”或“bo2pa”自称。

## 延伸阅读
[在维基数据编辑]
 《北史/卷096》，出自李延壽《北史》